# Arctia radiata
Arctia radiata är en fjärilsart som beskrevs av Arnold Spuler 1906. Arctia radiata ingår i släktet Arctia och familjen björnspinnare. Inga underarter finns listade i Catalogue of Life.